# ŽRK Budućnost

ŽRK Budućnost (em sérvio:  Ženski Rukometni Klub Budućnost) é um clube de handebol de Podgorica, Montenegro. O clube foi fundado em 1949, competindo inicialmente na liga local. é uma potência atual do handebol europeu feminino.

## Títulos

### EHF
- Campeãs:  2012, 2015

### Liga Montenegrina
- 2007, 2008, 2009, 2010, 2011, 2012, 2013, 2014, 2015.

### Copa Montenegrina
- 2007, 2008, 2009, 2010, 2011, 2012, 2013, 2014, 2015.

## Notáveis jogadoras
| - Marijana Bulatović - Katica Lješković - Olga Sekulić - Svetlana Antić - Ljiljana Vukčević - Sandra Kolaković - Sanja Jovović - Tatjana Jeraminok - Dragica Miličković-Orlandić - Bojana Popović - Katarina Bulatović - Cristina Neagu | - Snežana Damjanac - Mira Čelebić - Aida Selmanović - Natali Cigankova - () Gabriella Kindl - Maja Savić - Jovanka Radičević - Marija Jovanović - Vesna Durković - Dragana Pešić - () Stanka Božović |

## Ligações Externas
- Sítio Oficial
- página na EHF